# Форкад Ла Рокетт, Адольф
Жан-Луи-Виктор Адольф Форкад Ла Рокетт (1820—1874) — французский политический деятель.
Был адвокатом в Париже. В 1860 г. назначен министром финансов. 14 ноября 1861 г. был замещен Фульдом и назначен сенатором. В 1863 г. сделан вице-президентом государственного совета. В 1867 г. был снова призван в преобразованное Руэ министерство, принял портфель министра земледелия, публичных работ и торговли, а в 1868 г., по выходе в отставку Пинара, портфель министра внутренних дел. Хотя в мае 1869 г. он пользовался всеми средствами реакционной политики, чтоб провести правительственных кандидатов, а 17 июля, по изъявлении императорского согласия на реформы, вместе с другими министрами подал прошение об отставке, однако он принял на себя образование нового министерства, которое было предназначено для проведения либеральных реформ. Ввиду своего прошлого Форкад вскоре показался императору слишком скомпрометированным, и 27 декабря 1869 г. его кабинет вышел в отставку.
После падения империи, подвергшись преследованию со стороны Гамбетты, Форкад отправился в Испанию и возвратился во Францию по окончании франко-прусской войны; тщетно пытался попасть в палату депутатов, пустился в различные финансовые предприятия и, запутавшись в них, лишил себя жизни.